# Franz Rosenberger (Politiker)

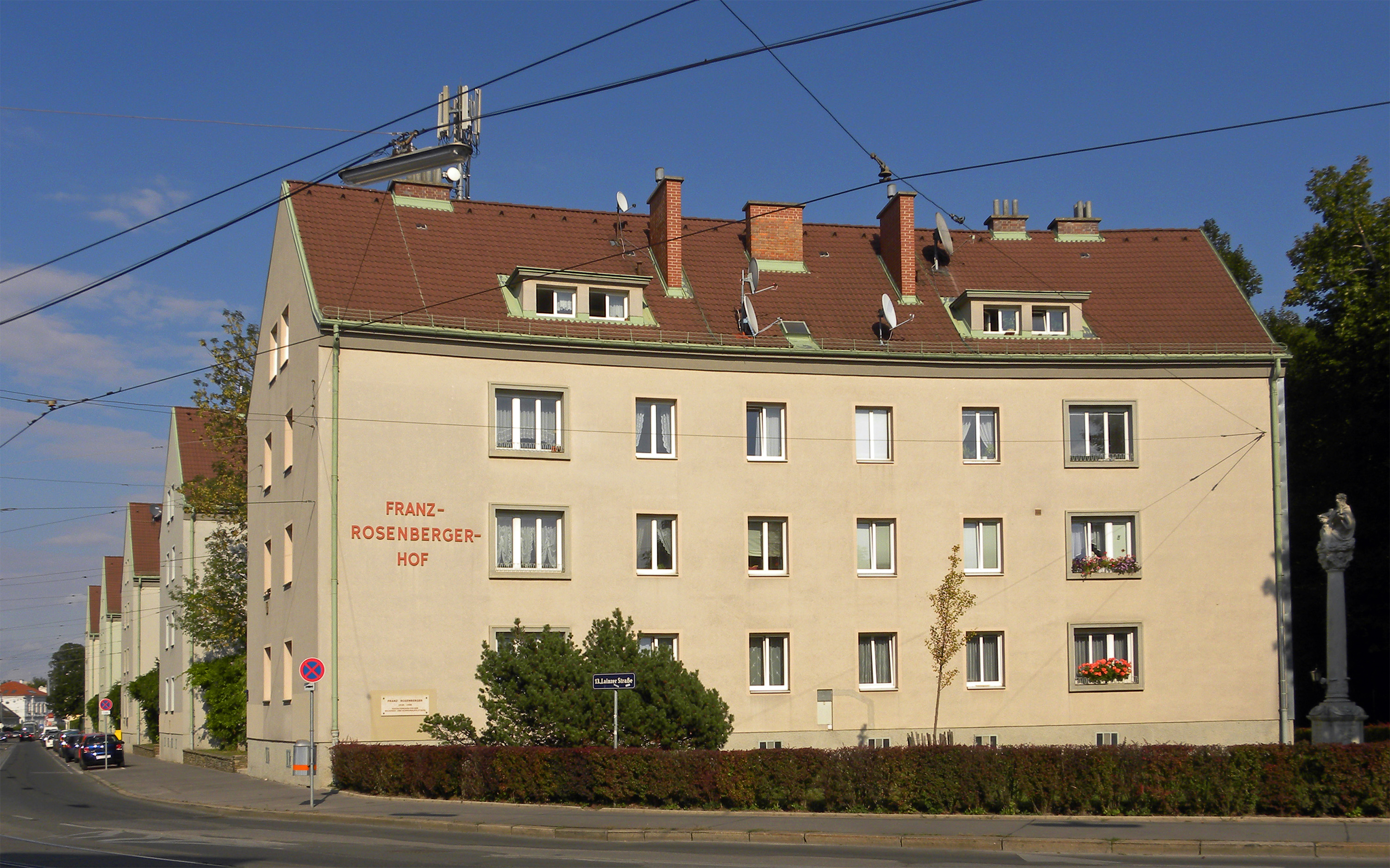
Franz-Rosenberger-Hof (September 2011)

Franz Rosenberger (* 1. Oktober 1928 in Wien; † 3. März 1986 ebenda) war ein österreichischer Politiker (SPÖ).

## Leben
Franz Rosenberger, von den Nationalsozialisten als „rassischer Mischling“ eingestuft, musste deswegen 1943 das Realgymnasium verlassen, diente zunächst als Flakhelfer und wurde in den letzten Kriegsmonaten noch an den Ostwall versetzt, von wo er aus desertierte. Nach dem Krieg besuchte Rosenberger die Berufsschule und erlernte den Beruf des Schriftsetzers.
Politisch engagierte sich Rosenberger bei der Sozialistischen Jugend im Wiener Gemeindebezirk Hietzing, wurde zunächst Bildungsreferent und 1954 in den  Bezirksvorstand seiner Partei, der SPÖ, gewählt. 1961 wurde Rosenberger Sekretär in der parteinahen Akademie, in der er 1963 den Fachbereich „Politische Schulung“ übernahm.
1969 wurde Rosenberger zum SPÖ-Bezirksparteivorsitzenden für Hietzing gewählt. Im selben Jahr zog er als Abgeordneter der SPÖ in den Wiener Landtag und Gemeinderat ein. Im November 1973 wurde er als Mitglied des Bundesrats vereidigt, dem Rosenberger bis September 1976 angehören sollte. Danach wechselte er erneut in den Wiener Gemeinderat, in welchem Rosenberger bis zu seinem Tod, im März 1986, vertreten war.
Rosenberger wurde am Friedhof der Feuerhalle Simmering bestattet (Abteilung 1, Ring 1, Gruppe 4, Nummer 129). Heute trägt die Wohnhausanlage in der Wiener Lainzer Straße 109–117 den Namen Franz-Rosenberger-Hof.